# チョコアンリ
チョコアンリはかつて日本からアメリカなど外国向けに輸出されていた蟻の入ったチョコレートである。

## 概説
このチョコレートは1957年（昭和32年、あるいは1956年）頃に作られた。アカヤマアリを油で揚げて塩味を付けたあとチョコレートでくるんだものを「チョコアンリ」の商品名で主にアメリカ向けて輸出していた。一粒あたり約20匹のアリが入っていた。蟻酸のため甘酸っぱい味のするチョコレートだった。強心剤として効果があるとも言われ、カジノなどでカケに強くなるというジンクスも生まれている。

## アリ集め
アカヤマアリは長野県の戸隠・飯縄高原のカラマツ林に生息するものが収集された。8月末に地元の農家の人々が採集用の目の細かい網と、取ったアリを入れるための水の入った石油缶を用意して出かけた。
このアリは林内の地上に高さ20cmから1mにもなる円錐形 の蟻塚を作っている。蟻塚周辺には多数のアリが出歩いており、また攻撃的なアリで近づくものにはすぐに噛みついてくる。そのため、網を蟻塚にかぶせると多数のアリがその網に噛みついてくるので、収集は簡単であった。それを石油缶の中にはたき落とすことでアリを回収した。
一日で二百匁程度は簡単に採集でき、百匁あたり四百円程度で買い取られた。そのため、一家総出で三日間働いて、一万円稼いだという話も残っている。現地には集荷場も作られ、乾燥させたものが長野市内を経由して東京の工場に運ばれた。地元では、思わぬ現金収入として喜ばれ、嫁入り支度をこれで整えたなどといった話も伝えられている。また、このために戸隠や飯綱高原では一時ヤマアカアリが減少したとも言われる。
なお、本項の出典となった『昆虫物語─昆虫と人生─』のチョコアンリの項は1957年発行のグラフ誌『サングラフ』を元に執筆されたと考えられる。いずれもアカヤマアリと書かれているが、同種が蟻塚を作ることは稀であり、実際に利用されたアリはエゾアカヤマアリである可能性が高い。

## 販売
価格は一粒で180円、一缶55 g入り。その年の9月17日に横浜からニューヨークに出荷された。アメリカでも高級品とされ、2000万円の外貨を稼いだとも伝えられる。
アメリカにおいては、シカゴのReese Finer Foods Inc.によってFRIED ANTS、CHOCOLATE COVERED ANTSとして同じく缶詰の蜂の子や揚げ蝶等の商品とともに販売されていた。